# Église orthodoxe de Biélorussie

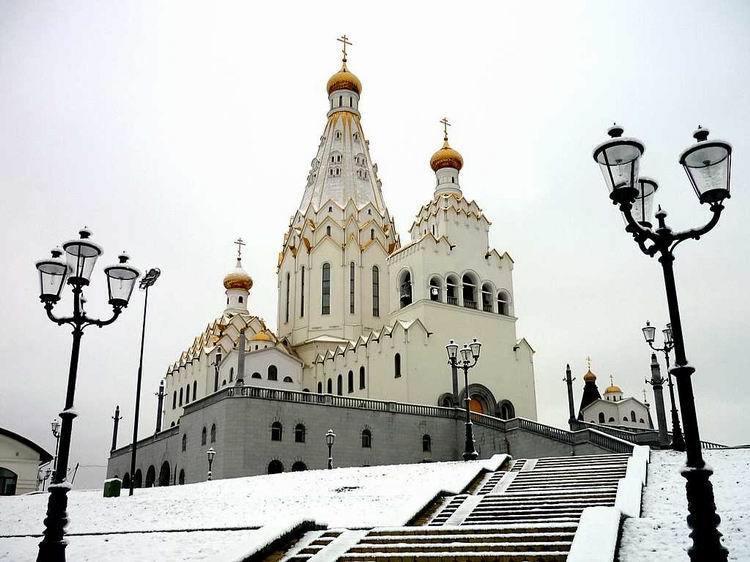
L'église de Tous-les-Saints de Minsk.

L'Église orthodoxe de Biélorussie (en biélorusse : Беларуская Праваслаўная Царква ; en russe : Белорусская православная церковь / Belorusskaja pravoslavnaja cerkov') ou exarchat de toute la Biélorussie est une juridiction de  l'Église orthodoxe auto-administrée rattachée canoniquement au patriarcat de Moscou et de toute la Russie. Le chef de l'Église porte le titre de métropolite de Minsk et de Sloutsk, exarque de toute la Biélorussie, avec résidence à Minsk (titulaire actuel : Benjamin (pl)) depuis 2020).

## Histoire
Depuis 1990, l'Église orthodoxe biélorusse bénéficie d'un statut de semi-autonomie au sein de l'Église orthodoxe russe.

## Organisation
Les évêchés orthodoxes de Biélorussie sont regroupés en un exarchat dirigé par un synode local. Cependant, les décisions de ce synode sont soumises à l'approbation du Synode de l'Église russe.
L'exarchat de Biélorussie comprend quinze évêchés :
- Évêché de Babrouïsk
- Évêché de Baryssaw
- Évêché de Brest
- Évêché de Gomel
- Évêché de Grodno
- Évêché de Lyda
- Évêché de Minsk
- Évêché de Moghilev
- Évêché de Maladetchna
- Évêché de Novogroudok
- Évêché de Pinsk
- Évêché de Polotsk
- Évêché de Sloutsk
- Évêché de Tourov
- Évêché de Vitebsk